# Trois filles et neuf bonnes résolutions
Trois filles et neuf bonnes résolutions (titre original : Girls in Love) est le premier roman de la série intitulée Trois filles, de la romancière anglaise Jacqueline Wilson. Il est paru en 2005.

## Résumé
L'histoire est racontée du point de vue de l'adolescente Eleanor Allard, alias Ellie. Lors de vacances en famille au Pays de Galles, elle fait la rencontre de Dan. Ce dernier tombe amoureux de la jeune adolescente, mais malheureusement pour lui, ses sentiments ne sont pas réciproques car Ellie le trouve beaucoup trop ringard. Cependant, lors de la rentrée scolaire, Eleanor retrouve ses deux meilleures amies, Nadine et Magda, toutes deux en couple. Se sentant à l'écart, elle décide de mentir à ses amies et d'inventer une histoire d'amour avec le fameux Dan rencontré au cours de ses vacances. Au fil de l'intrigue, cette fausse romance se développe, tout comme les inquiétude d'Ellie et de Magda à propos de leur amie Nadine. En effet, son petit ami Liam tient à tout prix à avoir des relations sexuelles avec elle, bien que Nadine ne se sente pas prête. Les trois amies finissent par se disputer à ce sujet, mais se réconcilient rapidement.
La soirée d'anniversaire de Magda viendra tout chambouler. Les trois filles décident de se rendre secrètement dans une boîte de nuit appelée le Septième Ciel. Lors de la soirée, Nadine rencontre les ex de son petit copain Liam et découvre qu'elles ont été victimes de ses mensonges. La jeune fille apprend alors que Liam souhaite se débarrasser d'elle juste après avoir obtenu ce qu'il désirait : du sexe. Mais les jeunes filles ne sont pas au bout de leurs surprises, surtout Ellie qui voit débarquer à la soirée le fameux Dan, loin d'être le fameux beau gosse cool et branché qu'elle décrivait à ses copines. Elle décide alors d'avouer la vérité à ses amies. La soirée tourne court lorsque les jeunes filles font la mauvaise rencontre de trois garçons alcoolisés. Dan vient alors à leur rescousse et leur permet de s'échapper in extremis. 
À la suite de cet acte héroïque, Magda et Nadine poussent Eleanor à remettre en question ses a priori sur Dan et à s'intéresser à lui en dépit de son physique peu avantageux. Le tome 1 se termine par le premier baiser d'Ellie et Dan dans la chambre. 

## Personnages
Les 3 filles
- Eleanor : ou Ellie. C'est la narratrice du roman. Ellie est une adolescente de 14 ans en classe de quatrième. Artistique et rêveuse, elle a des cheveux bouclés et elle est obnubilée par son apparence physique qu'elle déteste.
- Nadine : C'est la meilleure amie d'enfance d'Ellie. Nadine est grande, fine et arbore un style gothique. Son attitude rebelle a tendance a lui créer de nombreux ennuis.
- Magda : Ellie et Nadine l'ont rencontrée au lycée et elles forment depuis un trio inséparable. Magda est décrite comme une jeune adolescente très jolie, épanouie et sûre d'elle. Tous les garçons sont sous son charme.

La famille d'Ellie
- Benedict « Eggs » : le demi-frère d'Ellie. Son amour pour les œufs au petit déjeuner lui vaut le surnom d'« Eggs ».
- Papa : le père d'Ellie. Lorsque sa femme est morte, il s'est remarié à Anna. Il est professeur d'arts plastiques.
- Anna : la belle-mère d'Ellie. Elle se dispute souvent avec Eleanor, bien que toutes les deux s'aiment énormément.

Les personnages secondaires
- Dan : le petit-ami d'Ellie. Tous deux se sont rencontrés en vacances et finissent dans le tome 1 par sortir ensemble.
- Natasha : la petite sœur de Nadine. Natasha est décrite comme une petite chipie malicieuse qui, dès que ses parents ont le dos tourné, devient vite le pire cauchemar de sa sœur Nadine et de ses amies. Elle est amie avec Benedict, le petit-frère d'Ellie.
- Kevin : un étudiant pour qui Ellie a eu un coup de cœur. Tous deux entament un flirt au début de l'intrigue jusqu'à ce qu'Ellie découvre qu'il est gay.
- Liam : le petit-ami de Nadine. Ce dernier a une réputation d'être un brise-cœur et un coureur de jupon.
- Greg : le petit-ami de Magda. Il étudie dans un lycée pour garçons et est décrit comme un jeune homme aux cheveux rouges sur lesquels il utilise beaucoup de gel.
- Mme Henderson : le professeur d'EPS de Nadine, Magda et Ellie. Elle se montre très stricte et parfois injuste envers les adolescentes dans le tome 1.

## Série télévisée
La série télévisée britannique Girls in Love (en) s'inspire de la trilogie Trois filles de Jacqueline Wilson.